# Coracopsis vasa
Il vasa maggiore (Coracopsis vasa (Shaw, 1812)) è un uccello della famiglia degli Psittaculidi, diffuso in Madagascar e nelle isole Comore.

## Descrizione
Il piumaggio è di colore nero, con ventre, sottocoda, anello perioftalmico, cera e becco di un grigio piombo, mentre l'iride è marrone. Di taglia attorno ai 48–50 cm. 

## Biologia
Si muove in gruppi spesso anche numerosi (fino a 200 individui).
Si nutre di frutta, noci, bacche e semi; spesso lo si vede in associazione con altri uccelli come storni e bulbul.
Le femmine, come spesso accade negli uccelli, sono il 25% più grandi dei maschi e sono fisicamente dominanti.
Si tratta certamente di uno dei pappagalli anatomicamente più primitivi, ovvero più basali nel cladogramma degli psittaculidi.
Il comportamento riproduttivo di questa specie è particolarmente interessante: il maschio, unico fra i pappagalli, durante il periodo degli amori estroflette un organo riproduttore risviluppato ad hoc dalla specie; la femmina d'altro canto ha l'abitudine altrettanto bizzarra di deplumarsi sul capo e mostrare la pelle nuda che prende una tipica colorazione gialla. Poiché questo fenomeno è stato segnalato sia in natura sia in cattività è da ritenersi normale per questa specie.

Anche l'accoppiamento è molto insolito, la specie vive in gruppi in cui ogni femmina ha almeno 3-8 partner sessuali. Anche i maschi hanno accesso a più femmine. Gli accoppiamenti possono durare fino a 90 minuti e sono di due tipi distinti, di breve durata (1-3 secondi) e lunga durata (in media 36 minuti).

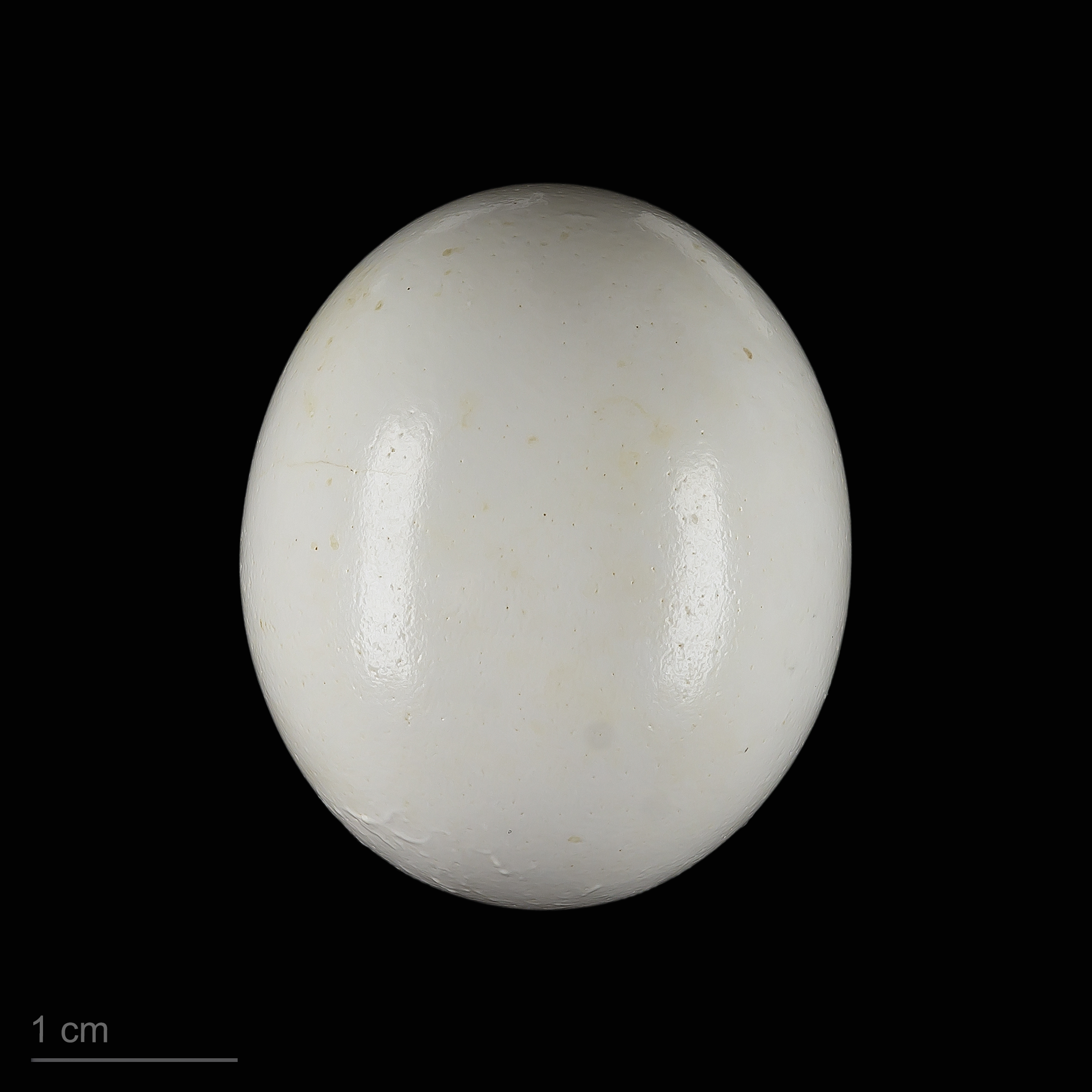
Coracopsis vasa

I nidi sono costruiti nelle cavità degli alberi lontano da terra, le uova deposte in media 2 o 3 per covata. 
I pulli si schiudono dopo circa 17-18 giorni di incubazione in cattività, 24-25 in natura; i nuovi nati si involano dopo altre 6 o 7 settimane, mentre raggiungono la maturità sessuale fra i 3 e i 7 anni di vita.
Il vasa è una delle quattro specie di pappagalli in cui è documentato l'utilizzo spontaneo di strumenti; in particolare questa specie utilizza sassi e semi per abradere e frammentare le conchiglie al fine di introdurre calcio nella propria dieta.
Nel 2016 non si conosce nessun'altra specie, oltre all'uomo, che utilizzi strumenti per macinare.
Un'altra particolarità estremamente interessante di questo comportamento è che gli strumenti di lavoro vengono condivisi tra pappagalli, fatto sorprendente in quanto la condivisione di utensili era attualmente stata descritta solamente presso alcuni grandi primati.

## Distribuzione e habitat
Vive in Madagascar e nelle isole Comore, dove l'abbattimento progressivo delle foreste ha determinato una notevole diminuzione della popolazione.
Abita foreste e savane al di sotto dei 1000 metri di altitudine.

## Tassonomia
Esistono tre diverse sottospecie, assai simili tra loro:
- C. vasa vasa (Shaw, 1812), localizzato nella parte orientale del Madagascar;
- C. vasa comorensis (W. Peters, 1854), di taglia poco inferiore, e di colore leggermente più chiaro, localizzato nelle isole Comore;
- C. vasa drouhardi Lavauden, 1929, del tutto simile a C. v. comorensis ma diffuso nella parte occidentale e meridionale del Madagascar.